# Frank Heinrich
Frank Heinrich (25 de enero de 1964 en Siegen, Alemania) es un téologo, pedagogo social y político alemán (CDU). Frank Heinrich fue miembro del parlamento alemán - el Bundestag - de 2009 a 2021.

## Reseña biográfica
Frank Heinrich nació en Siegen. A la edad de tres años su familia se mudó al sur de Alemania, donde sus padres trabajaban en una residencia de ancianos y más tarde la administraron. Después de un año de servicio comunitario, un año en el extranjero como estudiante de teología en Canadá y estudios de pedagogía social, Heinrich se convirtió en miembro del "Ejército de Salvación" en Friburgo. Fue trabajador social y jefe del servicio social misionero (Die Insel y Die Spinnenwebe) en Friburgo hasta 1995. En 1997 Heinrich fue ordenado oficial del "Ejército de Salvación". Desde 1997 hasta su candidatura al Bundestag en 2009, dirigió el Cuerpo del "Ejército de Salvación" en Chemnitz junto con su esposa.
Frank Heinrich está casasdo desde 1987 y tiene 4 hijos.

## Historia política
En 2007 Frank Heinrich se unió a la CDU. En las elecciones al Bundestag de 2009, 2013 y 2017, obtuvo mandatos directos para la circunscripción de Chemnitz. Heinrich es miembro del Grupo Parlamentario CDU/CSU en el Bundestag, Presidente del Grupo Parlamentario CDU/CSU en la Comisión de Derechos Humanos y Ayuda Humanitaria y miembro de la Comisión de Trabajo y Asuntos Sociales.
El trabajo político de Heinrich se centra en su circunscripción de Chemnitz con énfasis en la cooperación económica con África, la infraestructura, la igualdad social, las familias, los derechos de los niños y Chemnitz como lugar para la investigación y el desarrollo científico. Además, su espectro de trabajo incluye África, la libertad religiosa y la cooperación al desarrollo. Para establecer colaboraciones económicas entre Chemnitz y los países africanos, Heinrich y la Cámara de Industria y Comercio (IHK) de Chemnitz iniciaron la conferencia "Business trifft Afrika" ("Negocios se encuentran con África"). A partir de 2014 se convirtió en un evento annual.
Como uno de pocos miembros de la CDU, Heinrich votó en contra de la ampliación de la vida útil de los planes de energía nuclear en octubre de 2010. 
A partir de 2012, Heinrich se involucró, junto con otros 12 colegas de la CDU, en los esfuerzos para fortalecer la igualdad fiscal de las parejas del mismo sexo dentro de la ley de uniones civiles. En junio de 2017, sin embargo, votó contra de la introducción del matrimonio entre personas del mismo sexo en Alemania. 
Como parte del programa de patrocino del Bundestag alemán para activistas de derechos humanos, Heinrich ha estado sensibilizado a la gente sobre el trabajo del perseguido abogado colombiano Iván Cepeda Castro desde 2014. Además des sus funciones en los comités, Heinrich ha sido vicepresidente del Grupo Parlamentario de Amistad para las Relaciones con los Estados de la Comunidad de Desarrollo de África Austral (SADC).
En las elecciones federales de 2021, perdió su mandato directo en tercer lugar tras los candidatos de la SPD and AfD.

## Otras Acciones
- Iglesia Evangélica en Alemania (EKD), Miembro del Comité sobre Desarrollo Sostenible
- Freiheit für die Westsahara e.V., Miembro del Consejo de Administración
- Centro Internacional de Reuniones de Jóvenes en Oświęcim/ Auschwitz, Miembro de la Junta Directiva
- Fundación Iman, Miembro del Consejo Asesor
- Stiftung für Grundwerte und Völkerverständigung, Miembro del Consejo de Administración

## Publicaciones
- Frank Heinrich; Uwe Heimowski (2017), Frank und Frei. Warum ich für die Freiheit kämpfe (en alemán), Holzgerlingen: SCM Hänssler, ISBN 978-3-7751-7363-6
- Frank Heinrich; Uwe Heimowski (2016), Der verdrängte Skandal - Menschenhandel in Deutschland (en alemán), Moers: Brendow Verlag, ISBN 978-3-86506-894-1
- Frank Heinrich; Uwe Heimowski (2016), Ich lebe! Ein Plädoyer für die Würde des Menschen (en alemán), Neukirchen-Vluyn: Neukirchner Verlagsgesellschaft, ISBN 978-3-7615-6301-4
- Frank Heinrich; Uwe Heimowski (2013), Mission: Verantwortung. Von der Heilsarmee in den Bundestag (en alemán), Schwarzenfeld: Neufeld Verlag, ISBN 978-3-86256-039-4
- Frank Heinrich (2009), Lieben was das Zeug hält: Wie Gott unser Herz verändert (en alemán), Schwarzenfeld: Neufeld Verlag, ISBN 978-3-937896-83-0